# ماتي بلامر
ماتي بلامر (بالإنجليزية: Matty Plummer)‏ هو لاعب كرة قدم بريطاني في مركز الدفاع، ولد في 18 يناير 1989 في كينغستون أبون هال في المملكة المتحدة. لعب مع دارلينجتون إف سى ونادي برادفورد بارك أفنيو وهال سيتي.

## وصلات خارجية
- ماتي بلامر على موقع قاعدة بيانات كرة القدم.إي يو (الإنجليزية)
- ماتي بلامر على موقع Soccerbase.com (لاعب) (الإنجليزية)